# Strumigenys cosmostela
Strumigenys cosmostela är en myrart som beskrevs av Kempf 1975. Strumigenys cosmostela ingår i släktet Strumigenys och familjen myror. Inga underarter finns listade i Catalogue of Life.

## Bildgalleri

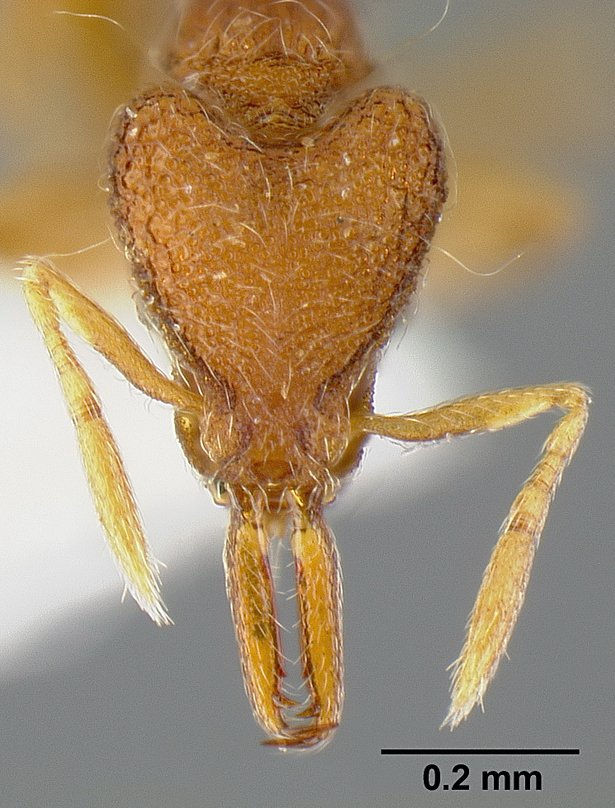
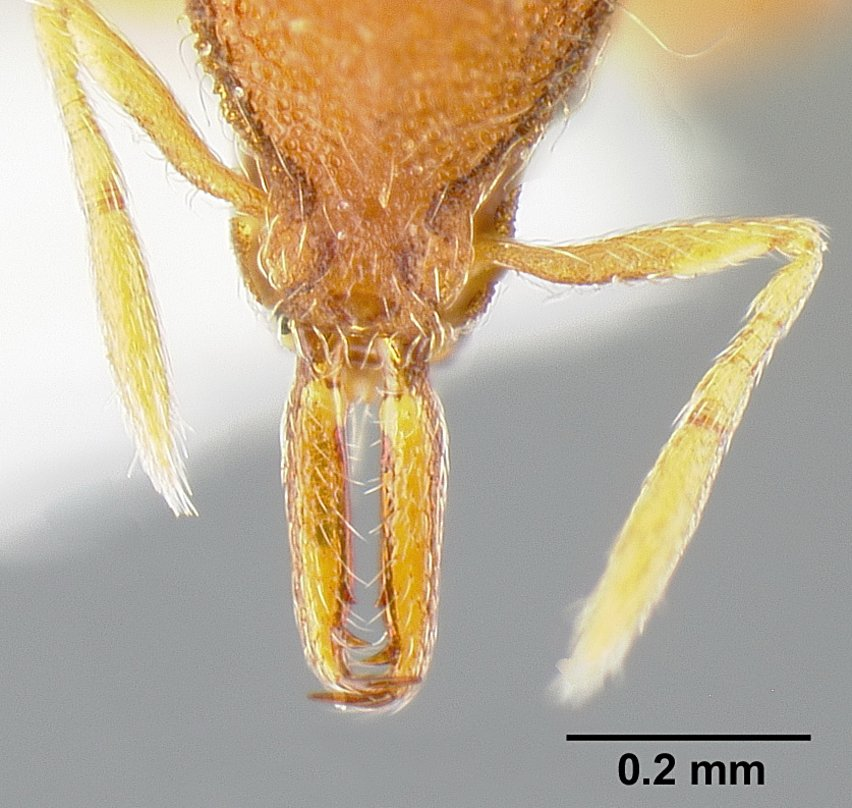
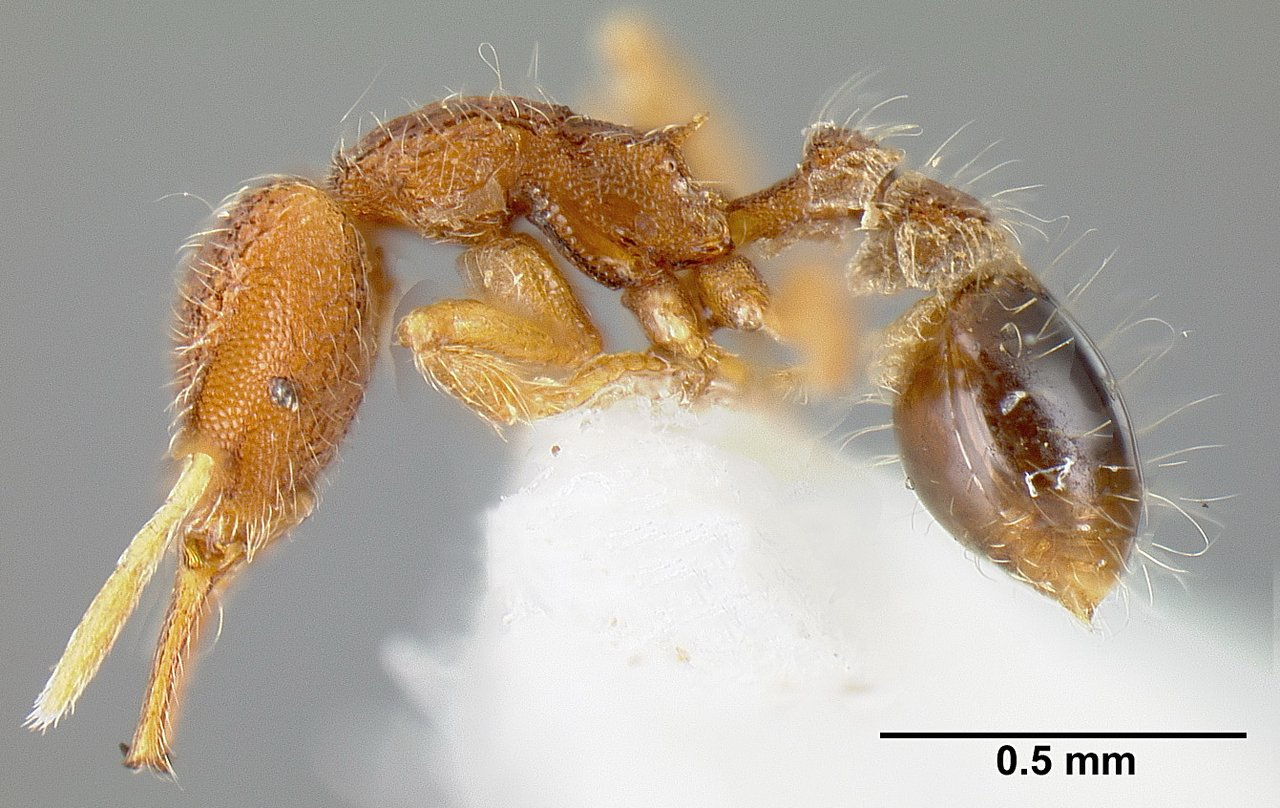